# Xã Norway, Quận Wright, Iowa
Xã Norway (tiếng Anh: Norway Township) là một xã thuộc quận Wright, tiểu bang Iowa, Hoa Kỳ. Năm 2010, dân số của xã này là 166 người.